# Weidenröschen
Die Weidenröschen (Epilobium) sind eine Pflanzengattung innerhalb der Familie der Nachtkerzengewächse (Onagraceae). Die je nach Autor bis zu 190 Arten sind in den gemäßigten Gebieten vor allem Nordamerikas und Eurasiens (Holarktis) verbreitet.

## Beschreibung und Ökologie

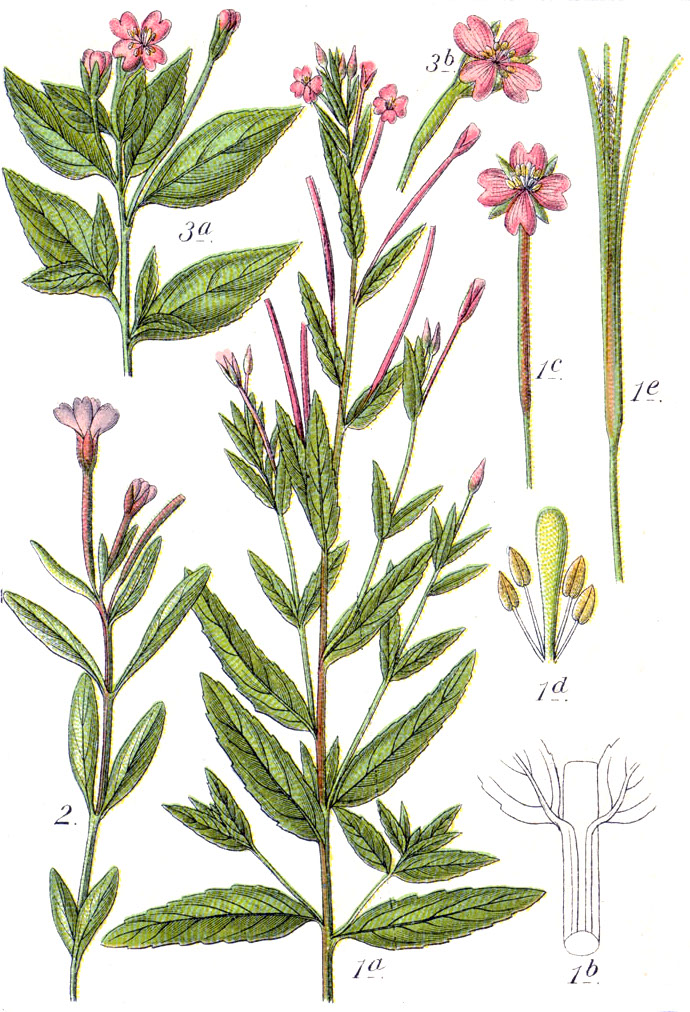
Illustration aus Sturm von 1. Gewöhnliches Vierkantiges Weidenröschen (Epilobium tetragonum subsp. tetragonum L., Syn.: Epilobium adnatum Griseb. s. str.), 2. Gauchheil-Weidenröschen (Epilobium anagallidifolium), 3. Mierenblättriges Weidenröschen (Epilobium alsinifolium)

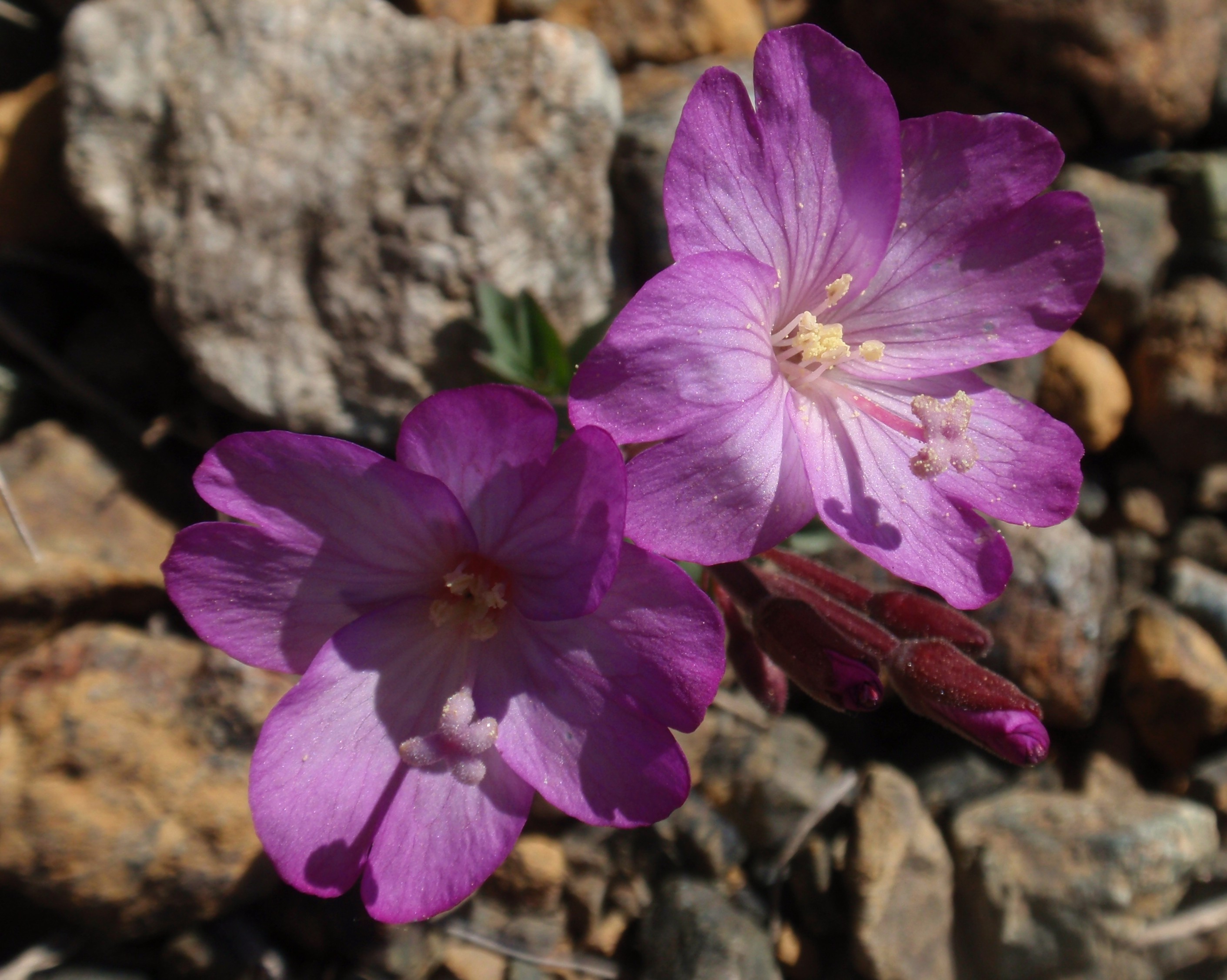
Tribus Epilobieae: Vierzählige, radiärsymmetrische Blüte im Detail; der Griffel endet in einer vierlappigen Narbe von Epilobium siskiyouense

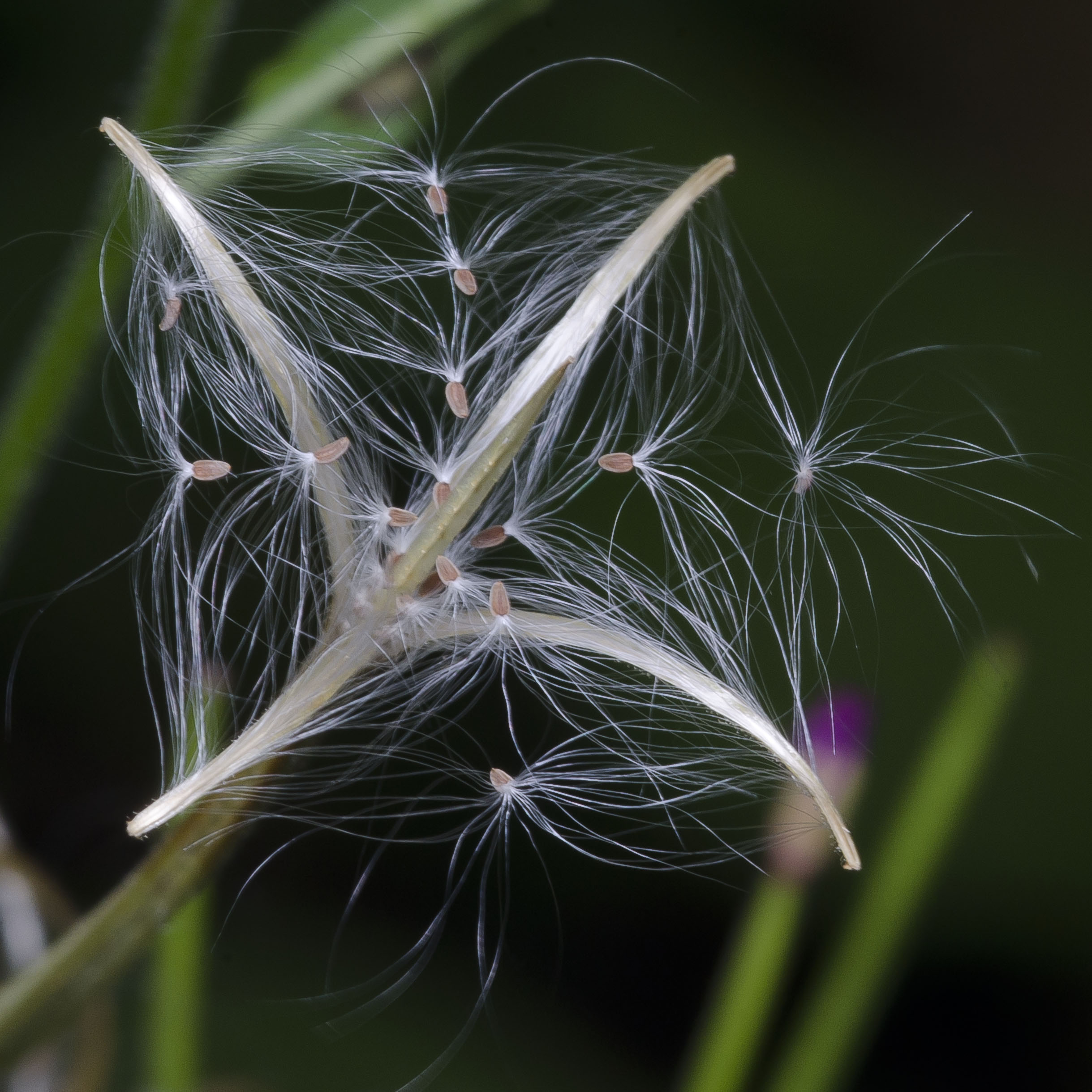
Tribus Epilobieae: Mit vier Fruchtklappen geöffnete Frucht und Samen mit seidenhaarigen Anhängsel für die Windverbreitung (Anemochorie) vom Berg-Weidenröschen (Epilobium montanum)

### Erscheinungsbild und Laubblätter
Epilobium-Arten wachsen als einjährige bis ausdauernde krautige Pflanzen oder selten als Halbsträucher. Es werden Ausläufer oder Turione (unterirdische kugelige Knospen mit fleischigen Schuppen) gebildet. Die oberirdischen Pflanzenteile sind dicht behaart bis kahl (Indument). Die aufrechten bis niederliegenden Stängel sind behaart oder kahl, oft mit Linien aus Trichomen, die von den  Blattstielen aus am Stängel herablaufen.
Die oft gegenständig, selten quirlig angeordneten Laubblätter sind gestielt oder sitzend. Es werden grundständige Blattrosetten gebildet. Die Arten mit wechselständig angeordneten Laubblättern werden von Sennikov 2011 wieder in eine eigene Gattung gestellt: Chamaenerion Ség. (Syn.: Chamerion Raf. ex Holub); innerhalb der Gattung Epilobium gehören sie sonst in eine eigene Sektion: Sect. Chamaenerion Tausch. Es sind keine Nebenblätter vorhanden.

### Blütenstände und Blüten
Die traubigen, rispigen, ährigen oder schirmtraubigen Blütenstände können einfach oder verzweigt sein. Es sind keine Deckblätter vorhanden.
Die zwittrigen, oft relativ kleinen Blüten sind vierzählig und oft protandrisch. Es sind zwei ungleiche Kreise mit je vier Staubblättern vorhanden. Die gelben Pollenkörner werden in Tetraden verteilt. Der aufrechte Griffel endet in einer einfachen oder vierlappigen Narbe.
Sie besitzen rötliche, rosafarbene oder weißliche Blüten. Viele Arten besitzen eine lange Kronröhre. Die Blüten sind radiärsymmetrisch oder bei manchen Autoren können sie zygomorph sein. Die Arten mit zygomorphen Blüten werden nach Sennikov 2011 wieder in eine eigene Gattung gestellt: Chamaenerion Ség. (Syn.: Chamerion Raf. ex Holub); innerhalb der Gattung Epilobium gehören sie sonst in eine eigene Sektion: Sect. Chamaenerion Tausch.

### Früchte und Samen
Die schmale, linealische, lokulizide Kapselfrucht springt mit vier Klappen auf, aus denen die meist vielen Samen austreten. Die Samen besitzen oft am oberen Ende seidenhaarige Anhängsel für die Windverbreitung (Anemochorie).

### Chromosomensätze
Es wurden Chromosomenzahlen von 2n = 18, 20, 24, 26, 28, 30, 32, 36, 38, 60 ermittelt, am häufigsten ist 2n = 36.

## Systematik und Verbreitung

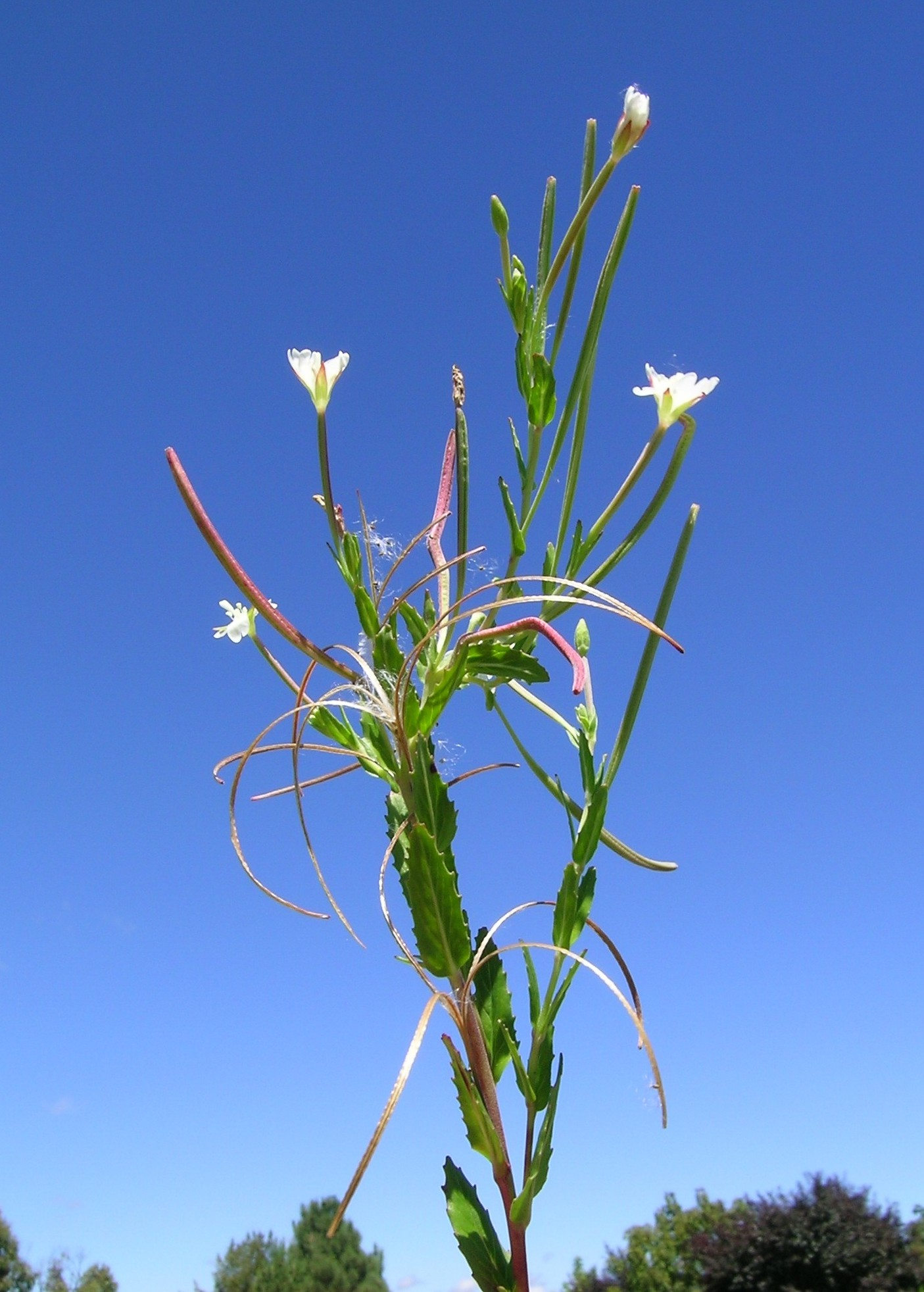
Laubblätter, Blüten und Früchte von Epilobium billardierianum subsp. hydrophilum

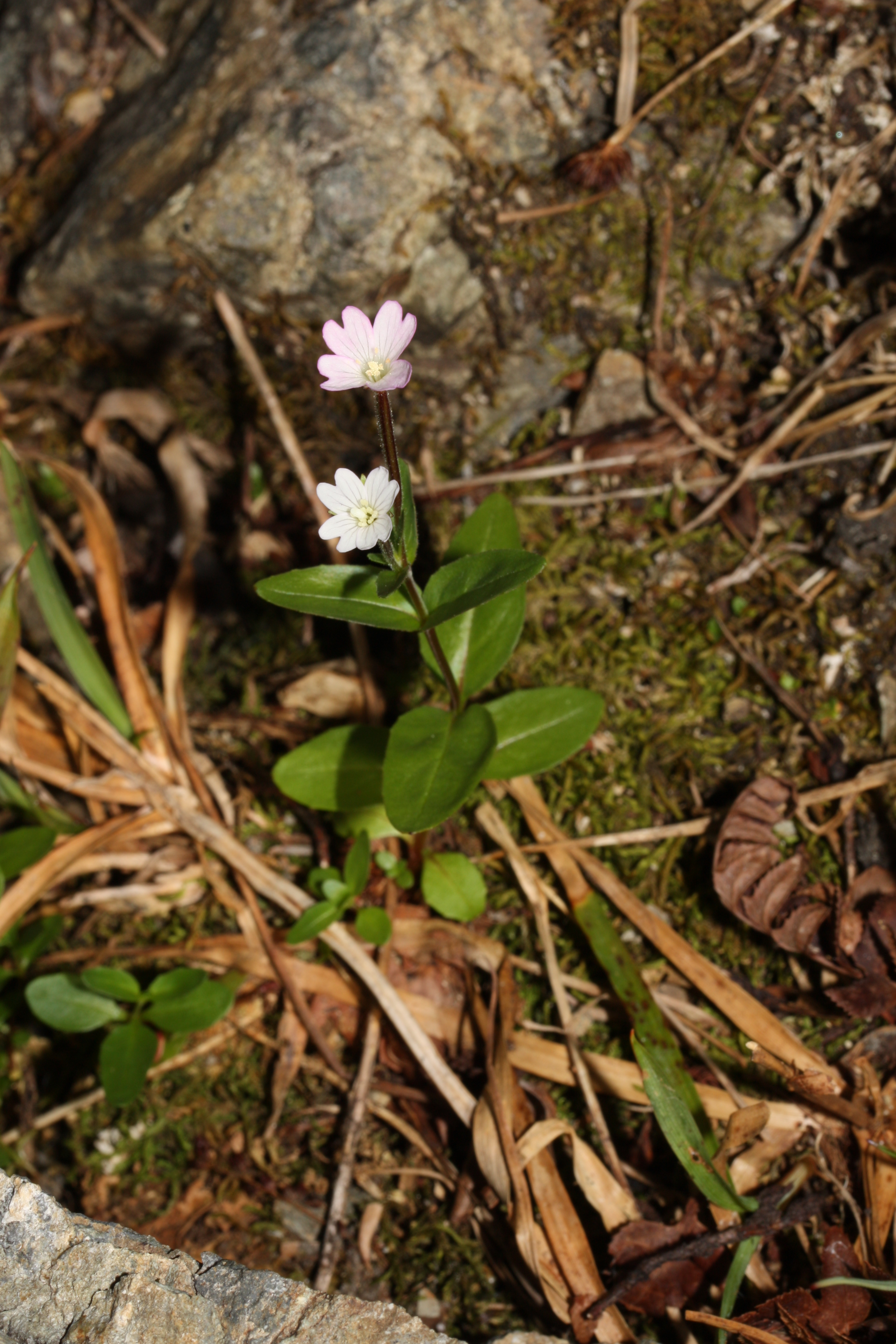
Tribus Epilobieae: Habitus, gegenständige Laubblätter und Blüten von Epilobium clavatum

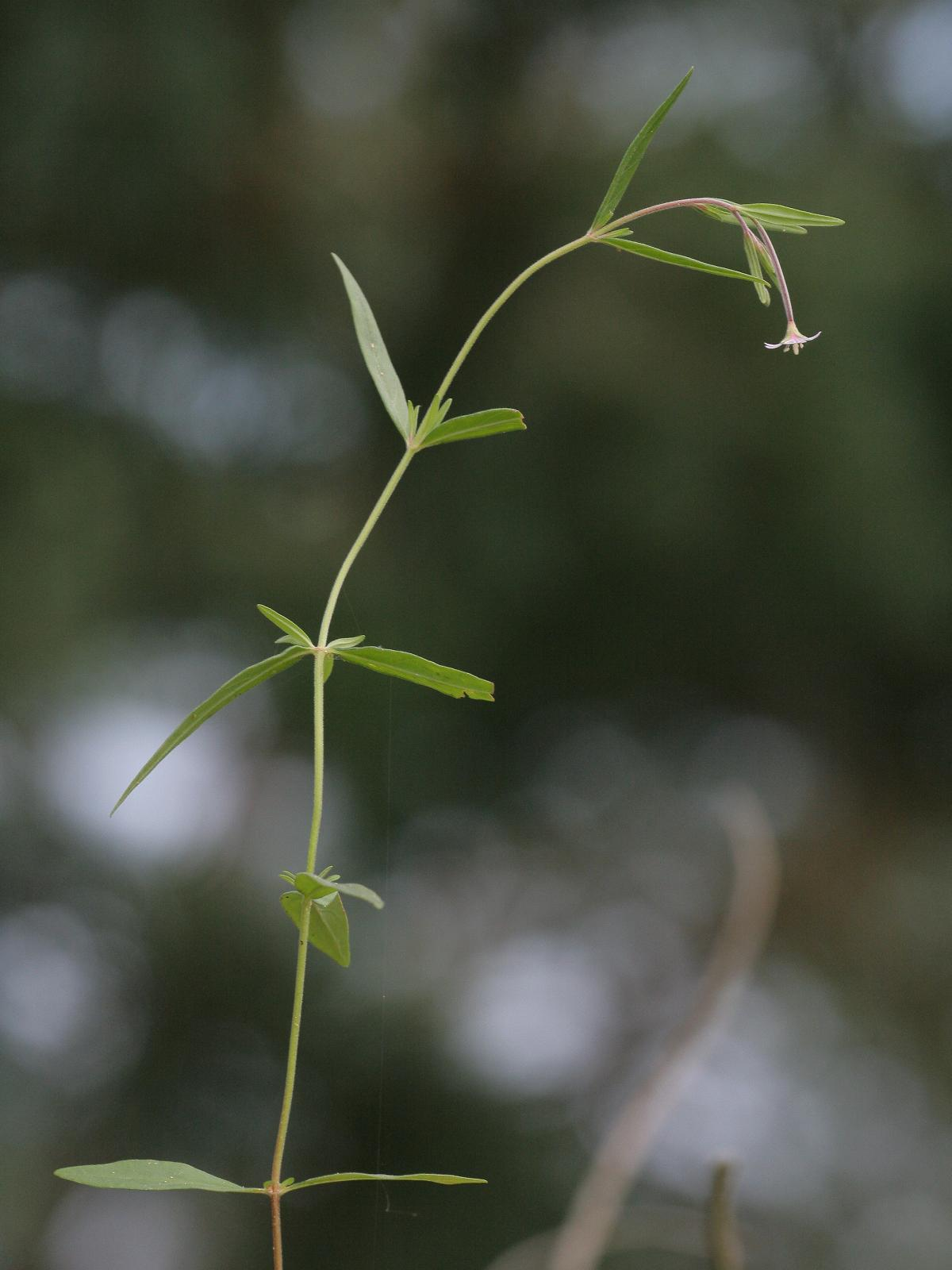
Tribus Epilobieae: Sumpf-Weidenröschen (Epilobium palustre)

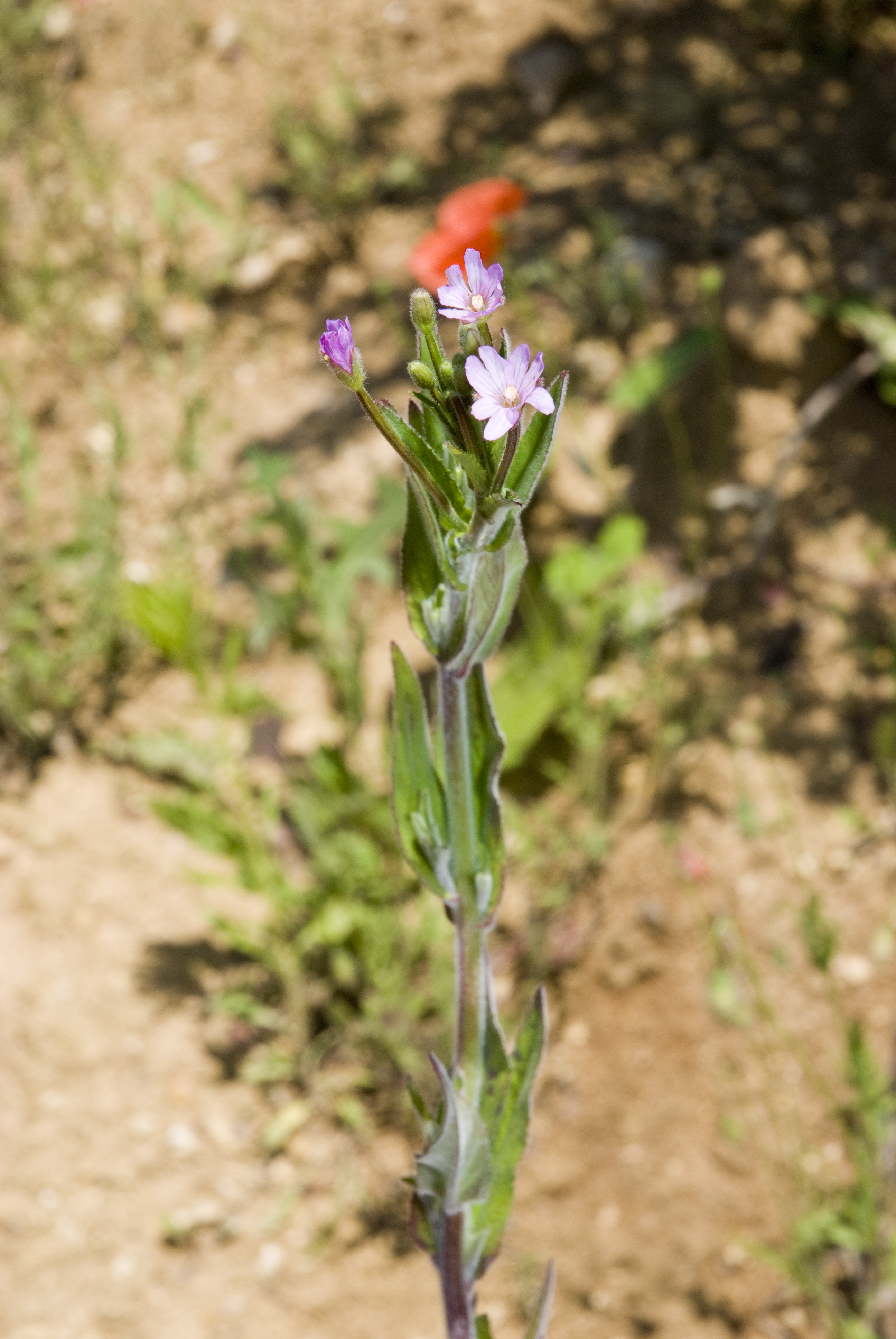
Tribus Epilobieae: Kleinblütiges Weidenröschen (Epilobium parviflorum)

Die Gattung Epilobium wurde durch Carl von Linné aufgestellt. Als Lectotypusart wurde 1913 Epilobium hirsutum L. durch Nathaniel Lord Britton und Addison Brown in An Illustrated Flora of the Northern United States, 2. Auflage, Band 2, S. 590 festgelegt. Synonyme für Epilobium L. sind: Boisduvalia Spach, Cordylophorum Rydb., Cratericarpium Spach, Crossostigma Spach, Pyrogennema Lunell, Zauschneria C.Presl.
Die Gattung Epilobium gehört zur Tribus Epilobieae in der Unterfamilie Onagroideae innerhalb der Familie der Onagraceae.
Es gibt fast 190 Arten weltweit. Einige Arten neigen zur Bastardbildung (Hybride).
In Europa kommen folgende Arten vor:
- Quirlblättriges Weidenröschen (Epilobium alpestre (Jacq.) Krocker)
- Mierenblättriges Weidenröschen (Epilobium alsinifolium Vill.)
- Gauchheilblättriges Weidenröschen (Epilobium anagallidifolium Lam.)
- Schmalblättriges Weidenröschen (Epilobium angustifolium L., Syn.: Chamaenerion angustifolium (L.) Scop., Chamerion angustifolium (L.) J.Holub)
- Epilobium atlanticum Litard. & Maire, kommt in der Sierra Nevada in Südspanien und in Nordafrika vor.
- Kurzfrüchtiges Weidenröschen (Epilobium brachycarpum C.Presl): Sie kommt in den Vereinigten Staaten und in Mexiko vor.[6] 1994 wurde die Pflanze erstmals in Deutschland gemeldet. 2016 war der invasive Neophyt in der Oberrheinebene, der Wetterau, dem Taunus und dem Pfälzer Wald zu finden und breitete sich weiter aus, vorwiegend auf brachliegenden Schotterflächen.[8]
- Drüsiges Weidenröschen (Epilobium ciliatum Rafin., Syn.: Epilobium adenocaulon Hausskn.)
- Hügel-Weidenröschen (Epilobium collinum C.C. Gmelin)
- Epilobium davuricum Fisch. ex Hornem.: Sie kommt in Skandinavien und Russland vor.
- Rosmarin-Weidenröschen (Epilobium dodonaei Vill., Syn.: Chamaenerion dodonaei (Vill.) Schur, Chamerion dodonaei (Vill.) J.Holub)
- Durieus Weidenröschen[9] (Epilobium duriaei Gay ex Gren. & Godr.): Sie kommt im Bergland Westeuropas vor.
- Fleischers Weidenröschen (Epilobium fleischeri Hochst., Syn.: Chamaenerion fleischeri (Hochst.) Fritsch, Chamerion fleischeri (Hochst.) J.Holub)
- Epilobium gemmascens C.A.Mey., kommt auf der Balkan-Halbinsel vor.
- Epilobium glandulosum Lehm.: Sie kommt in Nordamerika vor und ist in Nordeuropa stellenweise eingebürgert.
- Zottiges Weidenröschen (Epilobium hirsutum L.)
- Epilobium hornemannii Rchb.: Sie kommt in der Arktis und in Nordamerika vor.
- Hartheu-Weidenröschen (Epilobium hypericifolium Tausch), wird auch als Synonym zu Epilobium montanum L. gestellt.
- Epilobium lactiflorum Hausskn.: Sie kommt in der Arktis Eurasiens und in Nordamerika vor.
- Arktisches Weidenröschen (Epilobium latifolium L., Syn.: Chamaenerion latifolium (L.) Sweet, Chamerion latifolium (L.) Holub): Sie ist in Nordasien, Nordamerika, in Russland und in Island verbreitet.
- Graugrünes Weidenröschen (Epilobium lamyi F.W.Schultz), wird auch als Unterart subsp. lamyi (F.W.Schultz) Nyman zu Epilobium tetragonum L. gestellt.
- Lanzett-Weidenröschen oder Lanzettblättriges Weidenröschen (Epilobium lanceolatum Sebastiani & Mauri)
- Berg-Weidenröschen (Epilobium montanum L.)
- Epilobium nerterioides A.Cunn.: Sie kommt in Neuseeland, in Großbritannien und Irland stellenweise eingebürgert vor.
- Nickendes Weidenröschen (Epilobium nutans F.W.Schmidt)
- Dunkelgrünes Weidenröschen (Epilobium obscurum Schreber)
- Sumpf-Weidenröschen (Epilobium palustre L.)
- Epilobium paniculatum Nutt. ex Torrey & A.Gray: Sie kommt in Nordamerika vor und ist ein Neophyt in Spanien.
- Kleinblütiges Weidenröschen (Epilobium parviflorum Schreber)
- Rosenrotes Weidenröschen (Epilobium roseum Schreber)
- Vierkantiges Weidenröschen (Epilobium tetragonum L.)
- Epilobium tundrarum Sam.: Sie kommt in Russland und im arktischen Asien vor.
- Epilobium vernonicum Snogerup: Sie kommt nur in Griechenland vor.

Weitere Arten außerhalb Europas sind (Auswahl):
- Epilobium bongardii Hausskn.: Sie kommt in Kamtschatka, Sachalin und auf den Kurilen vor.[6]
- Epilobium canum (Greene) P.H.Raven: Sie kommt in drei Unterarten in den Vereinigten Staaten und in Mexiko vor.[6]
- Epilobium densiflorum (Lindl.) Hoch & P.H.Raven: Sie ist von Kanada über die Vereinigten Staaten bis Mexiko weitverbreitet.[6]
- Epilobium luteum Pursh: Sie kommt im westlichen Nordamerika in Kanada und in den Vereinigten Staaten vor.[6]
- Epilobium minutiflorum Hausskn.: Sie ist in West-, Zentral- und in Ostasien, in Indien und Pakistan weitverbreitet.[6]
- Epilobium minutum Lindl.: Sie ist in Kanada und in den westlichen Vereinigten Staaten verbreitet.[6]
- Epilobium septentrionale (D.D.Keck) R.N.Bowman & Hoch: Die Heimat ist Kalifornien.[6]
- Epilobium torreyi (S.Watson) Hoch & P.H.Raven: Sie kommt in British Columbia und im Westen der Vereinigten Staaten vor.[6]

Sennikov stellt 2011 stellt etwa acht Arten, die hauptsächlich in montanen bis arktischen Gebieten der Nordhalbkugel (Holarktis) verbreitet sind, wieder in die Gattung Chamaenerion Ség. (Syn.: Chamerion (Raf.) Raf. ex Holub, Chamaenerium Spach orth. var.), dies wird in darauffolgender Literatur bestätigt beispielsweise:
- Schmalblättriges Weidenröschen (Chamaenerion angustifolium (L.) Scop., Syn.: Epilobium angustifolium L., Chamerion angustifolium (L.) J.Holub)
- Chamaenerion conspersum (Hausskn.) Kitam. (Syn.: Chamerion conspersum (Hausskn.) Holub, Epilobium conspersum Hausskn., Epilobium reticulatum C.B.Clarke)
- Rosmarin-Weidenröschen (Chamaenerion dodonaei (Vill.) Schur, Syn.: Epilobium dodonaei Vill., Chamerion dodonaei (Vill.) J.Holub)
- Arktisches Weidenröschen (Chamaenerion latifolium (L.) Sweet, Syn.: Epilobium latifolium L.)

### Botanische Geschichte
Eine einfache analytische Methode mit über 90%iger Wahrscheinlichkeit auf ein positiv-richtiges Ergebnis Epilobium-Arten auseinanderzuhalten, stellte 2008 die FT-IR-Spektroskopie dar, die auf abgeschwächter Totalreflexion (ATR-Infrarotspektroskopie) beruht und ohne eine zeitraubende Probenvorbereitung auskommt.

## Weidenröschen: invasiv, Unkraut, Heilpflanze
Das Bundesamt für Naturschutz von Deutschland hat 2013 für das aus Amerika stammende drüsige Weidenröschen (Epilobium ciliatum) in ihrer „naturschutzfachlichen Invasivitätsbewertung für in Deutschland wild lebende gebietsfremde Gefäßpflanzen“ festgestellt, dass das drüsige Weidenröschen zwar keine einheimischen Arten verdrängt, jedoch bislang unbewachsene Freiflächen besetzt, die manche Vogelarten als unbewachsenen Lebensraum benötigen. Daher wurde das drüsige Weidenröschen als invasiv eingestuft und solle in seiner Ausbreitung eingeschränkt werden.
Im Bereich der konventionellen Landwirtschaft werden Weidenröschen (ohne Unterscheidung der genauen Art) meist als ertragsreduzierendes "Ackerunkraut" betrachtet und entsprechend bekämpft.
Alle Pflanzenteile sind essbar. Das Kraut des Weidenröschens wirkt entzündungshemmend, antibakteriell und harntreibend und wird bei Beschwerden der Harnwege und der Prostata eingesetzt, vor allem als Tee. Daher wird das Weidenröschen als Heilpflanze eingestuft.